# Didier Delgado
Didier Delgado Delgado (ur. 25 lipca 1992 w Istminie) – kolumbijski piłkarz występujący na pozycji prawego obrońcy lub prawego pomocnika, od 2024 roku zawodnik nikaraguańskiego Diriangén.